# Perche en Nocé
Perche en Nocé ist eine im Jahr 2016 neu gegründete und aus sechs Dörfern sowie einigen Weilern (hameaux) und Einzelgehöften (fermes) bestehende Großgemeinde (Commune nouvelle) mit 1.974 Einwohnern (Stand: 1. Januar 2022) im nordfranzösischen Département Orne in der Region Normandie. Zentrum der Großgemeinde ist der Ort Nocé.

## Lage
Die sechs Dörfer der Gemeinde Perche en Nocé liegen allesamt im Regionalen Naturpark Perche ungefähr 50 km (Fahrtstrecke) östlich von Alençon in Höhen um die 120 bis 250 m. Das Gemeindegebiet wird vom Flüsschen Erre durchquert, einem Zufluss der Huisne. Das Klima ist in hohem Maße vom Meer beeinflusst und deshalb nahezu frostfrei; Regen (ca. 675 mm/Jahr) fällt verteilt übers ganze Jahr.

## Bevölkerungsverteilung und -fortschreibung
| Ortsteil               | ehemaliger INSEE-Code | Fläche (km²) | Höhenlage (m) (im Durchschnitt) | Einwohnerzahlen (Census) | Einwohnerzahlen (Census) | Einwohnerzahlen (Census) | Einwohnerzahlen (Census) | Einwohnerzahlen (Census) | Einwohnerzahlen (Census) | Einwohnerzahlen (Census) | Einwohnerzahlen (Census) | Einwohnerzahlen (Census) | Einwohnerzahlen (Census) | Einwohnerzahlen (Census) |
| Ortsteil               | ehemaliger INSEE-Code | Fläche (km²) | Höhenlage (m) (im Durchschnitt) | 1851                     | 1901                     | 1954                     | 1962                     | 1968                     | 1975                     | 1982                     | 1990                     | 1999                     | 2006 1                   | 2016 2                   |
| ---------------------- | --------------------- | ------------ | ------------------------------- | ------------------------ | ------------------------ | ------------------------ | ------------------------ | ------------------------ | ------------------------ | ------------------------ | ------------------------ | ------------------------ | ------------------------ | ------------------------ |
| Colonard-Corubert      | 61112                 | 14,10        | 142–261 (245)                   | 616                      | 398                      | 296                      | 324                      | 344                      | 296                      | 284                      | 245                      | 246                      | 249                      | 254                      |
| Dancé                  | 61144                 | 14,61        | 110–193 (130)                   | 739                      | 487                      | 368                      | 314                      | 348                      | 265                      | 318                      | 370                      | 402                      | 382                      | 362                      |
| Nocé                   | 61309                 | 21,05        | 127–234 (153)                   | 1661                     | 1166                     | 828                      | 782                      | 705                      | 633                      | 588                      | 760                      | 760                      | 778                      | 758                      |
| Préaux-du-Perche       | 61337                 | 23,52        | 109–196 (120)                   | 1620                     | 1057                     | 590                      | 566                      | 564                      | 512                      | 459                      | 489                      | 541                      | 545                      | 505                      |
| Saint-Aubin-des-Grois  | 61368                 | 3,98         | 130–197 (175)                   | 235                      | 157                      | 114                      | 131                      | 139                      | 101                      | 75                       | 60                       | 58                       | 63                       | 60                       |
| Saint-Jean-de-la-Forêt | 61409                 | 9,37         | 154–252 (220)                   | 482                      | 327                      | 235                      | 219                      | 179                      | 139                      | 124                      | 98                       | 115                      | 127                      | 165                      |
| Perche en Nocé         | 61309                 | 86,63        |                                 | 5353                     | 3592                     | 2431                     | 2336                     | 2279                     | 1946                     | 1848                     | 2022                     | 2122                     | 2144                     | 2104                     |

Der Hauptgrund für die Entstehung von neuen Großgemeinden in den verschiedenen Regionen Frankreichs ist der kontinuierliche und in vielen Fällen immer noch anhaltende Bevölkerungsrückgang in den Landgemeinden seit der Mitte des 19. oder seit Beginn des 20. Jahrhunderts; dieser ist im Wesentlichen auf die Schließung von bäuerlichen Kleinbetrieben sowie auf die Mechanisierung der Landwirtschaft und den damit einhergehenden Verlust von Arbeitsplätzen zurückzuführen.

## Wirtschaft
Die Dörfer der Gemeinde waren seit jeher landwirtschaftlich orientiert, wobei die Weidewirtschaft – insbesondere die Zucht von Percheron-Pferden – eine wichtige Rolle spielte. In früheren Zeiten waren der Viehhandel sowie die Herstellung und der Verkauf von Käse und Holzkohle oft die einzigen Einnahmequellen der Menschen. Seit den 1960er Jahren spielt der Tourismus in Form der Vermietung von Ferienhäusern (gîtes) eine immer wichtiger werdende Rolle.

## Geschichte
Das Gebiet lag seit Jahrhunderten abseits aller historischen Konflikte und Ereignisse.

## Sehenswürdigkeiten
siehe Ortsartikel